# Cena Izvestijí 1988
Dvacátý druhý ročník Ceny Izvestijí se konal od 16. do 21. 12. 1988 v Moskvě. Zúčastnilo se pět reprezentačních mužstev, která se utkala jednokolovým systémem každý s každým.

## Výsledky a tabulka
|    |         | SSSR          | SWE     | ČSSR           | CAN    | FIN    | V | R | P | Skóre | B |
| 1. | SSSR    | Sovětský svaz | 3:0     | 6:1            | 7:1    | 5:2    | 4 | 0 | 0 | 21:4  | 8 |
| 2. | Švédsko | 0:3           | Švédsko | 2:0            | 4:1    | 4:3    | 3 | 0 | 2 | 10:7  | 6 |
| 3. | ČSSR    | 1:6           | 0:2     | Československo | 4:2    | 4:4    | 1 | 1 | 2 | 9:14  | 3 |
| 4. | Kanada  | 1:7           | 1:4     | 2:4            | Kanada | 7:1    | 1 | 0 | 4 | 11:16 | 2 |
| 5. | Finsko  | 2:5           | 3:4     | 4:4            | 1:7    | Finsko | 0 | 1 | 3 | 10:20 | 1 |

 SSSR –  Kanada 7:1 (1:0, 3:0, 3:1)
16. prosince 1988 – Moskva

Branky SSSR: 15. Igor Maslennikov, 24. Sergej Němčinov, 30. Alexandr Černych, 35. Igor Maslennikov, 42. Alexej Kasatonov, 46. Vladimir Krutov, 58. Vjačeslav Fetisov. 

Branky Kanady: 44. Steve Graves. 

Rozhodčí: Willi Vögtlin (SUI) – Michail Galinovskij (URS), Alexandr Pavlovskij (URS)

Vyloučení: 6:6 (využití 0:0)
SSSR: Sergej Mylnikov – Vjačeslav Fetisov, Vladimir Konstantinov, Alexej Kasatonov, Alexej Gusarov, Ilja Bjakin, Igor Kravčuk, Jurij Krivochiža, Igor Stělnov – Sergej Makarov, Igor Maslennikov, Vladimir Krutov – Andrej Chomutov, Vjačeslav Bykov, Valerij Kamenskij – Igor Jesmantovič, Sergej Němčinov, Jurij Chmyljov – Dmitrij Kvartalnov, Alexandr Černych, Sergej Vostrikov.
 Finsko –  Československo 4:4 (1:1, 0:1, 3:2)
17. prosince 1988 – Moskva

Branky a nahrávky Finska: 5:21 Kari Laitinen, 42:23 Pauli Järvinen, 47:35 Jukka Vilander (Reijo Mikkolainen), 52:34 Ari Vuori (Pauli Järvinen).

Branky a nahrávky Československa: 2:23 Jiří Látal, 23:59 Petr Pavlas (Richard Žemlička, Luděk Čajka), 46:10 Libor Dolana (Petr Pavlas, Richard Žemlička), 48:12 Ladislav Lubina (Robert Kron, Roman Božek).

Rozhodčí: Don Gaudet (CAN) – Šamil Šakirov (URS), Balin (URS)

Vyloučení: 2:3 (využití 0:0)
ČSSR: Petr Bříza – Rudolf Suchánek, Karel Soudek, Eduard Uvíra, Miloslav Hořava, Mojmír Božík, Jiří Látal, Luděk Čajka, Petr Pavlas – Jiří Lála, Tomáš Sršeň, Roman Božek – Jaroslav Hauer, Vladimír Kameš, František Černý – Viliam Belas, Robert Kron, Ladislav Lubina – Libor Dolana, Martin Hosták, Richard Žemlička.
Finsko: Jukka Tammi – Kari Suoraniemi, Jarmo Kuusisto, Arto Ruotanen, Simo Saarinen, Mikko Haapakoski, Timo Blomqvist, Vesa Salo, Jouko Narvanmaa – Pauli Järvinen, Esa Keskinen, Ari Vuori – Pekka Tuomisto, Kari Jalonen, Jukka Vilander – Jukka Seppo, Mika Nieminen, Raimo Summanen – Reijo Mikkolainen, Erkki Lehtonen, Kari Laitinen.
 Kanada –  Švédsko 1:4 (1:0, 0:1, 0:3)
17. prosince 1988 – Moskva

Branky Kanady: 9. Mal Davis. 

Branky Švédska: 35. Jens Öhling, 41. Kent Johansson, 43. Hakan Södergren, 60. Arto Blomsten

Rozhodčí: Seppo Mäkelä (FIN) – Bervenskij (URS), Razumovič (URS)

Vyloučení: 4:5 (využití 1:0) navíc Kraig Nienhuis na 10 minut.
 Československo –  Švédsko 0:2 (0:1, 0:1, 0:0)
18. prosince 1988 – Moskva

Branky a nahrávky Švédska: 4:38 Thom Eklund (Jens Öhling), 39:57 Thom Eklund (Jens Öhling).

Rozhodčí: Willi Vögtlin (SUI) – Michail Galinovskij (URS), Alexandr Pavlovskij (URS)

Vyloučení: 3:3 (využití 0:0)
ČSSR: Petr Bříza – Rudolf Suchánek, Karel Soudek, Eduard Uvíra, Miloslav Hořava, Mojmír Božík, Jiří Látal, Luděk Čajka – Jiří Lála, Viliam Belas, Roman Božek – Jaroslav Hauer, Vladimír Kameš, František Černý – Petr Pavlas, Robert Kron, Ladislav Lubina – Libor Dolana, Martin Hosták, Richard Žemlička.
Švédsko: Rolf Ridderwall – Tomas Eriksson, Lars Ivarsson, Magnus Svensson, Per Lundell, Par Djoos, Peter Andersson – Jens Öhling, Thom Eklund, Thomas Sjögren – Bo Berglund, Mikael Johansson, Ulf Sandström – Tomas Forslund, Kent Johansson, Hakan Södergren – Ivan Hansen, Johan Strömwall, Anders Huss.
 SSSR –  Finsko 5:2 (2:0, 1:1, 2:1)
18. prosince 1988 – Moskva

Branky SSSR: 2. Valerij Kamenskij, 4. Vladimir Krutov, 31. Sergej Němčinov, 48. Sergej Makarov, 55. Sergej Makarov.

Branky Finska: 23. Pauli Järvinen, 46. Jukka Vilander.

Rozhodčí: Jiří Lípa (TCH) – Šamil Šakirov (URS), Balin (URS)

Vyloučení: 4:5 (využití 2:0)
SSSR: Sergej Gološumov – Vjačeslav Fetisov, Vladimir Konstantinov, Alexej Kasatonov, Alexej Gusarov, Ilja Bjakin, Igor Kravčuk, Jurij Krivochiža, Igor Stělnov – Sergej Makarov, Igor Maslennikov, Vladimir Krutov – Andrej Chomutov, Vjačeslav Bykov, Valerij Kamenskij – Igor Jesmantovič, Sergej Němčinov, Jurij Chmyljov – Sergej Jašin, Alexandr Černych, Sergej Vostrikov – Anatolij Semenov.
 Kanada –  Finsko 7:1 (4:0, 2:0, 1:1)
19. prosince 1988 – Moskva

Branky Kanady: 1. Steve Graves, 9. Mark Jooris, 14. Mark Morrison, 17. Doug Wickenheiser, 25. Steve Graves, 30. Steve Graves, 42. Steve Graves.

Branky Finska: 43. Mikko Haapakoski.

Rozhodčí: Viktor Gubernatorov (URS) – Berevenskij (URS), Razumovič (URS)

Vyloučení: 5:2 (využití 0:0)
 Československo –  Kanada 4:2 (1:1, 1:1, 2:0)
20. prosince 1988 – Moskva

Branky a nahrávky Československa: 19:58 Martin Hosták, 23:49 Roman Božek (Jiří Lála), 41:32 Ladislav Lubina, 45:02 Jiří Lála (Eduard Uvíra, Miloslav Hořava).

Branky a nahrávky Kanady: 15:54 Mike Moller, 28:43 Mark Jooris.

Rozhodčí: Seppo Mäkelä (FIN) – Balin (URS), Šamil Šakirov (URS)

Vyloučení: 3:3 (využití 1:0, v oslabení 1:0) navíc Ladislav Lubina na 10 min.
ČSSR: Petr Bříza – Eduard Uvíra, Miloslav Hořava, Mojmír Božík, Jiří Látal, Luděk Čajka, Petr Pavlas, Rudolf Suchánek – Jiří Lála, Martin Hosták, Roman Božek – Jaroslav Hauer, Vladimír Kameš, František Černý – Libor Dolana, Robert Kron, Ladislav Lubina – Karel Soudek, Viliam Belas, Richard Žemlička.
Kanada: Randy Hansch – Brad Shaw, Brian Tutt, Ken Lovsin, Gord Hynes, James Gasseau, Adrien Plavsic – Todd Strueby, Doug Wickenheiser, Mark Jooris – Steve Nemeth, Mark Morrison, Randy Bucyk – Kraig Nienhuis, Gary Emmons, Richard Hajdu – Mike Moller, Jeff Wenaas, Kris Draper.
 SSSR –  Švédsko 3:0 (1:0, 1:0, 1:0)
20. prosince 1988 – Moskva

Branky SSSR: 18. Vladimir Krutov, 23. Sergej Jašin, 49. Vladimir Krutov.

Rozhodčí: Don Gaudet (CAN) – Michail Galinovskij (URS), Alexandr Pavlovskij (URS)

Vyloučení: 8:8 (1:0)
SSSR: Sergej Mylnikov – Vjačeslav Fetisov, Vladimir Konstantinov, Alexej Kasatonov, Alexej Gusarov, Ilja Bjakin, Igor Kravčuk, Jurij Krivochiža, Igor Stělnov – Sergej Makarov, Igor Maslennikov, Vladimir Krutov – Andrej Chomutov, Vjačeslav Bykov, Valerij Kamenskij – Igor Jesmantovič, Sergej Němčinov, Jurij Chmyljov – Sergej Jašin, Alexandr Černych, Sergej Vostrikov.
 Švédsko –  Finsko 4:3 (2:1, 0:0, 2:2)
21. prosince 1988 – Moskva

Branky Švédska: 13. Simo Saarinen (vlastní), 18. Johan Strömwall, 45. Kent Johansson, 55. Anders Huss. 

Branky Finska: 11. Jukka Vilander, 43. Esa Keskinen, 54. Ari Vuori.

Vlastní branka – při ohlášené výhodě Finů se vracel Saarinen k vlastní prázdné brance a puk mu do ní sklouzl. V dostupném tisku nebylo uvedeno, kterému švédskému hráči byla branka připsána.

Rozhodčí: Jiří Lípa (TCH) – Bervenskij (URS), Razumovič (URS)

Vyloučení: 5:6 (1:1)
 SSSR –  Československo 6:1 (0:1, 2:0, 4:0)
21. prosince 1988 – Moskva

Branky a nahrávky SSSR: 23:02 Vjačeslav Bykov (Andrej Chomutov, Valerij Kamenskij), 26:25 Vladimir Konstantinov (Sergej Makarov), 42:19 Andrej Chomutov, 52:40 Andrej Chomutov (Vjačeslav Bykov), 57:04 Sergej Makarov (Vladimir Krutov, Igor Maslennikov), 59:26 Jurij Chmyljov.

Branky a nahrávky Československa: 7:05 Roman Božek (Robert Kron).

Rozhodčí: Svensson (SWE) – Michail Galinovskij (URS), Alexandr Pavlovskij (URS)

Vyloučení: 6:6 (využití 0:2, v oslabení 0:1)
ČSSR: Petr Bříza – Eduard Uvíra, Miloslav Hořava, Karel Soudek, Jiří Látal, Luděk Čajka, Petr Pavlas – Jiří Lála, Martin Hosták, Roman Božek – Jaroslav Hauer, Vladimír Kameš, František Černý – Libor Dolana, Robert Kron, Ladislav Lubina – Viliam Belas, Richard Žemlička.
SSSR: Sergej Gološumov – Vjačeslav Fetisov, Vladimir Konstantinov, Alexej Kasatonov, Alexej Gusarov, Ilja Bjakin, Igor Kravčuk, Jurij Krivochiža, Igor Stělnov – Sergej Makarov, Igor Maslennikov, Vladimir Krutov – Andrej Chomutov, Vjačeslav Bykov, Valerij Kamenskij – Sergej Jašin, Sergej Němčinov, Jurij Chmyljov – Anatolij Semjonov, Alexandr Černych, Anatolij Vostrikov.

## Statistiky

### Nejlepší hráči
| Brankář | Petr Bříza      |
| Obránce | Thomas Eriksson |
| Útočník | Vladimir Krutov |

### Kanadské bodování
| Poř. | Kanadské bodování | Branky | Přihrávky | Body |
| ---- | ----------------- | ------ | --------- | ---- |
| 1.   | Sergej Makarov    | 3      | 6         | 9    |